# Zoilo di Alessandria
Papa Zoilo (... – VI secolo), è stato papa e patriarca greco-ortodosso di Alessandria e di tutta l'Africa tra il 540 e il 551.
Fu ordinato patriarca dallo stesso concilio che aveva deposto Paolo. Sottoscrisse le risoluzioni del sinodo locale di Costantinopoli. Nel 544 sottoscrisse l'editto di Giustiniano contro Origene. Lo stesso imperatore lo depose il 14 luglio 551 perché si rifiutava di condannare i tre capitoli.